# Русское генконсульство в Иерусалиме
Росси́йское генера́льное ко́нсульство в Иерусалиме — дипломатическое представительство Российской империи в Иерусалиме. Возникает в 1858 году.

## История
Согласно представлению министра иностранных дел А. М. Горчакова в докладе Императору Александру II, 19 апреля 1858 года, предлагалось поручить исполнение должности русского консула в Иерусалиме агенту РОПИТа В. И. Доргобужинову. 13-14 декабря 1858 г., Император Александр II утверждает предложение Горчакова. Таким образом в декабре 1858 г. в Иерусалиме возникает Российское консульство, на первых порах состоящее из двух единиц: консула и секретаря.
В рамках инструкции, утвержденной Российским посланником в Константинополе А. П. Бутеневым, В. И. Доргобужинов был обязан осуществлять надзор за русскими паломниками, оказывая им необходимое содействие, поддерживать прямые отношения с турецкими властями и консулами других иностранных государств. Российскому консульству было предоставлено право действовать в решении практических вопросов самому, по соглашению с начальником Русской духовной миссии в Иерусалиме, а в случае особой необходимости обращаться непосредственно к посланнику в Константинополе. Для целей основания постоянного здания для Российского консульства в Иерусалиме, В.И Доргобужиновым был приобретен участок земли для планируемого будущего Российского Императорского консульства в старом городе Иерусалиме, недалеко от Храма Гроба Господня. Однако при освоении участка были обнаружены археологические древности и Порог Судных Врат. Ввиду этих событий место впоследствии передается в ведение Императорского православного палестинского общества, где строится Александровское подворье.
Ввиду сложившихся обстоятельств участок под Российское консульство был выделен на Мейдамской площади и был построен а рамках общего строительства Русских построек на Русском подворье в центре западного Иерусалима на Мейдамской площади в период с 1859 по 1864 гг.
С 1879 года консульство в Иерусалиме возглавляется генеральными консулами, а во второй половине 1891 года статус консульства повышается до уровня Генерального Императорского Российского консульства в Иерусалиме.
Российское Императорское Генеральное консульство в Иерусалиме действует успешно до 1914 года, наиболее плодотворно и ярко в период генконсула А. Г. Яковлева (1897—1907). С 1914 года, ввиду начавшейся войны, в которой Османская империя воевала с Императорской Россией, дипломаты консульства покинули помещения консульства и эвакуировались в Египет. С этого момента заканчивается Российское дипломатические присутствие в Иерусалиме. Турецкие войска занимают здание Русского консульства, а в 1917 году, британские мандатные власти над Палестиной, устраивают на территории консульства свой административный корпус.
В 1948 году, здание Русского консульства занимают израильские власти в лице различных арендаторов.
В 1964 году здание Русского генерального консульства в Иерусалиме было продано советским правительством в рамках «апельсиновой сделки». По мнению представителя Императорского православного палестинского общества П. В. Платонова, эта сделка была незаконной.

## Современное положение
На сегодняшний день здание Российского Императорского генерального консульства занимают различные отделы городского муниципалитета города Иерусалима.

## Русские консулы в Иерусалиме
- Владимир Ипполитович Доргобужинов, управляющий консульством, агент РОПИТа (август 1858—1860)
- Константин Александрович Соколов, управляющий консульством, агент РОПИТа (1860—1862†)
- Андрей Николаевич Карцов, управляющий консульством, агент РОПИТ, (1862—1867) (во время его отпуска с мая по декабрь 1864 г. консульством временно управлял секретарь консульства Т. П. Юзефович)
- Василий Фёдорович Кожевников, управляющий консульством, агент РОПИТ, (1867—1876)
- Николай Алексеевич Илларионов, управляющий консульством, агент РОПИТ, (1876—1878)
- Василий Фёдорович Кожевников, управляющий консульством, (1879—1884)
- Александр Александрович Гирс, управляющий консульством, (1884—1885)
- Дмитрий Николаевич Бухаров, управляющий консульством, (1886—1888)
- Сергей Викторович Максимов, управляющий консульством, (1888—1891)
- Сергей Васильевич Арсеньев управляющий Генконсульством, (1891—1897). (Уехал в отпуск. На время отсутствия его замещал в 1896 г. А. Ф. Круглов; 2-й драгоман Посольства в Константинополе А. Г. Яковлев (189401897))
- Александр Гаврилович Яковлев (1882 г. — третий драгоман посольства, временно управляющий Генконсульством, 1894—1895; генконсул, 1897—1907). (На период отпуска его замещали: Б.Евреинов, князь В. Г. Жуковский (1901—1903 гг.) и С.Зуев (1906 г.)
- Алексей Фёдорович Круглов управляющий Генконсульством, последний генеральный консул Российской Империи в Иерусалиме (1908—1914)[5]